# Anton Fendrich
Anton Fendrich (ur. 8 kwietnia 1868 w Offenburgu, zm. 6 stycznia 1949 we Fryburgu Bryzgowijskim) – niemiecki reporter, redaktor, felietonista i pisarz.

## Życiorys
Był synem mierniczego i kolejarza. Skończył liceum w Offenburgu i studia (bez dyplomu) w Zurychu. Wyuczył się zawodu reportera. Od 1890 był zastępcą redaktora Frankfurter Volksstimme. Od października 1890 do 1891 był redaktorem Volksfreund w Brunszwiku. Od 1892 do 1897 pozostawał korespondentem różnych niemieckich gazet w Paryżu. W latach 1897–1901 był redaktorem Volksfreund w Offenburgu, a od 1899 w Karlsruhe. Począwszy od 1901 rozpoczął karierę pisarską. Był autorem książek sportowych i podróżniczych oraz popularnych ówcześnie opowiadań (np. Land meiner Seele, 1941). W latach 1902–1912 był redaktorem felietonów Schauinsland. W 1932 opublikował artykuł wychwalający bohaterstwo oszusta Karla Ignaza Hummela, który stał się manifestem niemieckich nacjonalistów.
Działał również na niwie politycznej. Był członkiem SPD, a w latach 1899–1903 posłem do Landtagu Badenii. W 1898 kandydował bez powodzenia do Reichstagu. Po 1909 wycofał się z czynnego życia politycznego.

## Dzieła
- Der Wanderer (1913),
- Der Krieg und die Sozialdemokratie (1915),
- Gegen Frankreich und Albion (1915),
- Ein Wort an die unten und die oben (1916),
- An Bord; Kriegserlebnisse bei der schwimmenden und fliegenden Wehrmacht Deutschlands (1916),
- Mit dem Auto an der Front: Kriegserlebnisse (1916 ?),
- "Wir" ein Hindenburgbuch (1917),
- Der Judenhaß und der Sozialismus (1920),
- Land meiner Seele (1941),
- Der Skiläufer: ein Lehr- und Wanderbuch[3].